# Gare d’Èze-sur-Mer
Gare d’Èze-sur-Mer vasútállomás Franciaországban, Èze településen.

## Vasútvonalak
Az állomást az alábbi vasútvonalak érintik:
- Marseille–Ventimiglia-vasútvonal

## Kapcsolódó állomások
A vasútállomáshoz az alábbi állomások vannak a legközelebb:
- Gare de Cap-d’Ail
- Gare de Beaulieu-sur-Mer